# Hildá Länsman
Hildá Länsman, nom sami: Ánn-Ovllá Káre Jari Hildá (Ohcejohka, 1993) és una cantant i compositora sami de Finlàndia. Ha col·laborat amb un gran nombre de músics samis i finlandesos, com Ulla Pirttijärvi, Frode Fjellheim, Niilas Holmberg, Viivi Maria Saarenkylä o Tuomas Norvio, i forma part de diferents bandes de fusió en que canta joiks i cançons. Canta principalment en sami del nord i toca diferents instruments, sobretot el tambor sami.

## Biografia
Filla de la cèlebre cantant de joik Ulla Pirttijärvi i del ramader de rens Jari Länsman va passar la infància a Ohcejohka. De petita no volia dedicar-se a la música perquè se sentia massa tímida per pujar als escenaris, però cantava a casa i gravava les seves cançons. També va participar en alguns discs de la seva mare, com Máttaráhku askái o l’àlbum infantil Hoŋkoŋ dohkká. Amb l'ajuda d'un professor de música va superar la timidesa i quan era adolescent va formar el grup de rock MOIVVAS. El 2011 es va publicar el disc infantil Ima hutkosat amb cançons d'ella i d'un altre jove d'Ohcejohka Niillas Holmberg.
Länsman ha estudiat música a l'Acadèmia de Música Sami (Sámi musihkkaakademiija) i des de 2016 a l'Acadèmia Sibelius especialitzant-se en música world. Allà va conèixer el cant tradicional búlgar que va influenciar el seu estil de cantar joiks. EL 2014 va participar amb diferents músics samis en el projecte de revitalització del joik al sud de Sápmi Russuoh vuölieb
El 2013 va començar a actuar amb el grup de rock Gájanas format per ella i els músics d'Inari Nicholas Francett, Kevin Francett i Erkki Feodoroff. El 2016 el grup es va presentar en el concurs de música sami Sámi Grand Prix en la categoria de cançó en que van guanyar el segon premi. El 2017 van ser proclamats la banda de l’any al festival de folk de Kaustinen.
El 2014 Hildá Länsman i Ulla Pirttijärvi van formar el duo Solju per participar en el concurs UMK (Uuden Musiikin Kilpailu) la preselecció finlandesa per Eurovisió. La cançó Hold your colours, en que ella cantava en anglès i la seva mare interpretava un joik va quedar en el tercer lloc. El grup no es va dissoldre i mare i filla van continuar fent concerts. El 2018 van publicar l’àlbum Ođđa Áigodat en que el joik gutural de Pirttijärvi es combina amb la veu més melodiosa de Länsman. L'àlbum va guanyar The indigenous Music Awards el 2019.
El 2016 va formar duo Vildá amb l’acordionista finlandesa Viivi Maria Saarenkylä que havia conegut a la acadèmia Sibelius. El grup ha fet concerts a molts països i el 2019 va llençar el seu primer disc Vildaluodda que combinava el joik amb música tradicional finesa amb influències de pop, jazz i tango. A més de composicions pròpies, l'àlbum incloïa una adaptació de la cançó Goaskinviellja de Mari Boine. Vildaluodda va entrar en el world music charts d’Europa del 2019.
L'any 2021 es va publicar el primer disc del grup Gájanas, titulat Čihkkojuvvon (Amagat). El mateix any Länsman va guanyar el Sámi Grand Prix amb la cançó Jođi que va interpretar a duo amb Lávre.

## Discografia[17]
- 2011 Ima hutkosat amb Niilas Holmberg
- 2018 Ođđa Áigodat amb el grup Solju
- 2019 Vildaluodda amb el grup Vildá
- 2021 Čihkkojuvvon amb el grup Gájanas
- 2022 Uvjamuohta amb el grup Solju